# 라이언의 세계
라이언의 세계(Ryan's World)는 2011년부터 라이언 카지(Ryan Kaji, 2011년 10월 6일 ~ )와 그의 어머니(Loann Kaji), 아버지(Shion Kaji), 쌍둥이 자매(Emma 및 Kate)가 진행하는 유튜브 채널이다. 2015년 3월 17일부터 진행하고 있다. 구독자는 2024년 4월 기준 3690만명으로 구독자가 많다.
이 채널은 일반적으로 매일 새 동영상을 공개한다. "Huge Eggs Surprise Toys Challenge"라는 제목의 채널 동영상 중 하나는 2023년 1월 기준 조회수가 20억 회를 넘어 유튜브에서 가장 많이 조회된 동영상 60개 중 하나이다. 2023년 1월 기준으로 이 채널의 구독자 수는 3,400만 명이 넘고 조회수는 450억 회가 넘는다. 이 채널은 미국에서 가장 많이 구독되는 유튜브 채널 상위 10개 중 하나이다.라이언즈 월드(Ryan's World, 이전 명칭: Ryan Toys Review)는 라이언 카지가 어머니(론 카지), 아버지(시온 카지), 쌍둥이 자매(엠마, 케이트)와 함께 출연하는 2세부터 6세까지의 어린이들을 위한 어린이 유튜브 채널이다.
라이온스 월드
유튜브 정보
채널.
라이온스 월드
활동년수
2015년 3월부터 현재까지
장르.
아이들.
구독자
3730만
총 조회 수
578억원
크리에이터 어워즈
최종 갱신일 : 2024년 7월 4일
이 채널은 보통 매일 새로운 동영상을 공개한다. 이 채널의 동영상 중 하나인 "Hug Eggs Surprise Toys Challenge"는 2023년 1월 기준 20억 건 이상의 조회수를 기록하고 있으며, 유튜브에서 가장 많이 본 60개 동영상 중 하나이다. 2023년 1월 기준 이 채널은 3,400만 명 이상의 구독자와 450억 건 이상의 조회수를 기록하고 있다. 이 채널은 미국에서 가장 많이 구독한 유튜브 채널 중 10개 중 하나이다.
The Verge는 이 채널을 "개인적인 브이로그와 '박스에서 꺼낸' 비디오들의 매쉬업으로, 순진한 어린 시절의 익살스러움과 가차없는, 종종 압도적인 소비주의가 혼합된 것"이라고 설명했다…
더 버지는 이 채널을 "개인 동영상 블로그와 '언박싱' 동영상의 매시업, 순진한 어린 시절의 장난과 잔인하고 종종 압도적인 소비주의가 혼합된 것"이라고 설명했다. 포브스에 따르면 카지는 2016년부터 2017년 사이에 8번째로 높은 수익을 올린 유튜버로 1,100만 달러를 벌었고, 2018년, 2019년, 2020년에는 각각 자신의 동영상과 제품 계열을 통해 2,200만 달러, 2,600만 달러, 2,950만 달러를 벌어 가장 높은 수익을 올린 유튜버로 선정되었다. https://en.m.wikipedia.org/wiki/Ryan%27s_World각주

## 영화
Ryan’s World the Movie: Titan Universe Adventure (2024)

## 수상
- 2021년 - 스트리미 어워드(부문: Subject: Kids and Family, 작품명: Ryan's World): 후보
- 2022년 - 니켈로디언 키즈 초이스 어워드(부문: Favorite Male Creator): 후보